# Struktura organizacyjna Wojska Polskiego wiosną 1945
Struktura organizacyjna Wojska Polskiego – stan na dzień 10 maja 1945 roku.
1 maja 1945 Wojsko Polskie liczyło 334,8 tys. żołnierzy pełniących służbę w Naczelnym Dowództwie i Ministerstwie Obrony Narodowej, dwóch armiach polowych oraz jednostkach Odwodu Naczelnego Dowództwa. Po zakończeniu działań wojennych w Europie stan liczebny WP nadal rósł. 1 września 1945 w szeregach WP pełniło służbę 395 tys. żołnierzy.
10 maja 1945 roku stan bojowy WP liczył 161.181 żołnierzy, w tym: 55.889 w 1 Armii WP, 59.475 w 2 Armii WP oraz 45.817 w jednostkach podległych Naczelnemu Dowództwu WP. Zestawienie stanu bojowego nie obejmowało Lotnictwa WP oraz jednostek podporządkowanych MON i jednostek będących w operacyjnym podporządkowaniu Armii Radzieckiej.

## Instytucje Centralne
- Naczelne Dowództwo WP
  - Sztab Główny
  - Dowództwa rodzajów wojsk i szefostwa służb
    - Dowództwo Wojsk Pancernych i Zmechanizowanych
    - Dowództwo Artylerii
    - Szefostwo Wojsk Inżynieryjnych
    - Szefostwo Wojsk Chemicznych
    - Szefostwo Wojsk Łączności

  - Szefostwo Mobilizacji i Uzupełnień (przejęło część funkcji Głównego Sztabu Formowania)
  - Główne Kwatermistrzostwo WP (do 10 września 1944 Szefostwo Zaopatrzenia WP)
  - Główny Zarząd Polityczno-Wychowawczy
  - Wojskowy Instytut Naukowo – Wydawniczy
  - Najwyższy Sąd Wojskowy
  - Baza Oddziałów Desantowych przy Naczelnym Dowództwie WP (przemianowany Polski Sztab Partyzancki)

## 1 Armia Wojska Polskiego
- 1 Warszawska Dywizja Piechoty im.Tadeusza Kościuszki
- 2 Warszawska Dywizja Piechoty im. Henryka Dąbrowskiego
- 3 Pomorska Dywizja Piechoty im. Romualda Traugutta
- 4 Pomorska Dywizja Piechoty im. Jana Kilińskiego
- 6 Pomorska Dywizja Piechoty
- 1 Dywizja Artylerii Przeciwlotniczej
- 1 Warszawska Samodzielna Brygada Kawalerii
- 1 Warszawska Brygada Pancerna im. Bohaterów Westerplatte (podporządkowana ACz)
- 1 Brygada Artylerii Armat
- 2 Pomorska Brygada Artylerii Haubic
- 3 Warszawska Brygada Artylerii Haubic
- 5 Brygada Artylerii Ciężkiej
- 4 Brygada Artylerii Przeciwpancernej
- 1 Warszawska Brygada Saperów
- 2 Brygada Zaporowa
- 1 Pułk Moździerzy
- 3 Zapasowy Pułk Piechoty
- 4 Pułk Czołgów Ciężkich
- 13 Pułk Artylerii Pancernej
- 1 Samodzielny Pułk Łączności

## 2 Armia Wojska Polskiego
- 1 Drezdeński Korpus Pancerny
- 2 Łużycka Dywizja Artylerii
- 3 Dywizja Artylerii Przeciwlotniczej
- 5 Saska Dywizja Piechoty
- 7 Łużycka Dywizja Piechoty
- 8 Drezdeńska Dywizja Piechoty
- 9 Drezdeńska Dywizja Piechoty
- 10 Sudecka Dywizja Piechoty
- 4 Łużycka Brygada Saperów
- 9 Brygada Artylerii Przeciwpancernej
- 14 Brygada Artylerii Przeciwpancernej
- 16 Dnowsko-Łużycka Brygada Pancerna
- 3 Pułk Moździerzy
- 98 Pułk Moździerzy Gwardii
- 5 Zapasowy Pułk Piechoty
- 5 Pułk Czołgów Ciężkich
- 28 Pułk Artylerii Pancernej
- 4 Pułk Łączności
- 11 Batalion Budowy Mostów
- 14 Batalion Budowy Dróg

## Odwody Naczelnego Dowództwa
- 11 Dywizja Piechoty
- 12 Dywizja Piechoty
- 13 Dywizja Piechoty
- 14 Dywizja Piechoty
- 1 Brygada Zaporowa
- 1 Samodzielny Batalion Kobiecy im. Emilii Plater

### Dowództwo Wojsk Pancernych i Zmechanizowanych
- 7 Samodzielny Pułk Czołgów Ciężkich (w trakcie formowania)
- 49 Samodzielny Pułk Artylerii Pancernej (w trakcie formowania)
- 51 Samodzielny Pułk Artylerii Pancernej (w trakcie formowania)
- 52 Samodzielny Pułk Artylerii Pancernej (w trakcie formowania)
- 3 Szkolny Pułk Czołgów

### Dowództwo Artylerii
- Dowództwo 5 Dywizji Artylerii (w trakcie formowania)
- 10 Brygada Artylerii Ciężkiej
- 11 Brygada Artylerii Przeciwpancernej
- 4 Dywizja Artylerii Przeciwlotniczej
- 1 Samodzielna Brygada Moździerzy
- 32 Pułk Artylerii Przeciwlotniczej
- 21 Zapasowy Pułk Artylerii
- 59 Zapasowy Pułk Artylerii

### Dowództwo Lotnictwa
- 1 Mieszany Korpus Lotniczy
  - 1 Dywizja Lotnictwa Bombowego
  - 2 Brandenburska Dywizja Lotnictwa Szturmowego
  - 3 Dywizja Lotnictwa Myśliwskiego
- 4 Mieszana Dywizja Lotnictwa
- 12 pułk lotnictwa sanitarnego
- 13 pułk lotnictwa transportowego
- 14 pułk lotnictwa artylerii
- 15 szkolny pułk lotnictwa
- 17 pułk lotnictwa łącznikowego
- 18 pułk lotnictwa transportowego cywilnego
- 19 pułk lotnictwa transportowego cywilnego
- 3 eskadra lotnictwa łącznikowego
- 4 eskadra lotnictwa łącznikowego
- 5 eskadra lotnictwa łącznikowego
- 6 eskadra lotnictwa transportowego
- 7 eskadra lotnictwa transportowego
- 8 eskadra lotnictwa transportowego
- 6 pułk łączności

### Szefostwo Wojsk Inżynieryjno-Saperskich
- 2 Warszawska Brygada Saperów
- 5 Mazurska Brygada Saperów
- 3 Brygada Pontonowo-Mostowa
- 2 Zapasowy Pułk Saperów

### Szefostwo Wojsk Łączności
- 2 pułk łączności
- 3 pułk łączności
- 3 batalion łączności
- 9 batalion łączności
- 11 batalion łączności
- 22 batalion łączności
- 4 eskadra łączności
- 5 eskadra łączności

### Główne Kwatermistrzostwo WP
- Dywizja Rolno-Gospodarcza
- 4 batalion eksploatacji dróg
- 5 batalion eksploatacji dróg
- 7 batalion budowy dróg
- 9 batalion budowy dróg
- 10 batalion budowy mostów
- 12 batalion budowy mostów
- 1 pułk samochodowy
- 3 batalion samochodowy
- 2 szkolny pułk samochodowy

### Szefostwo Mobilizacji i Uzupełnień
- 1 Szkolna Dywizja Piechoty
- 1 zapasowy pułk piechoty
- 2 zapasowy pułk łączności
- 4 zapasowy pułk piechoty
- 6 zapasowy pułk piechoty
- 7 zapasowy pułk piechoty
- 8 zapasowy pułk piechoty
- 9 zapasowy pułk piechoty
- 4 zapasowy pułk kawalerii
- 1 morski batalion zapasowy

Brygada artylerii miała 3 pułki, brygada pancerna - 3 bataliony czołgów (w 1 BPanc dodatkowo batalion zmot), brygada saperów/pontonów - 4 bataliony, brygada kawalerii - 2 pułki, dywizja artylerii przeciwlotniczej - 4 pułki.